# Frozen II
Frozen II is een Amerikaanse animatiefilm uit 2019 van Walt Disney Animation Studios en het vervolg op het succesvolle Frozen uit 2013. Idina Menzel, Kristen Bell, Jonathan Groff, Josh Gad en Santino Fontana leenden opnieuw hun stemmen aan de film, samen met nieuwkomers Evan Rachel Wood en Sterling K. Brown. De film ging in première op 7 november 2019 in het Dolby Theatre in Los Angeles.

## Verhaal
Koning Angarr van Arendelle vertelt zijn jonge dochters Anna en Elsa over het betoverde woud dat in het noorden ligt. Het woud is de thuis van de Northuldra-stam, een volk dat een dichte band heeft met de natuur en haar magie. Angarrs vader koning Runeard stelt een vredesverdrag op tussen de Northuldra en het volk van Arendelle. Als geschenk bouwt hij een grote dam in het woud, maar om onbekende reden breekt een gevecht uit tussen de twee volkeren. Dit maakt de natuurelementen vuur, water, aarde en wind zo kwaad dat er een grote muur van mist rond het woud verschijnt, waar niemand nog doorheen kan. Daarna verdwijnen de natuurelementen. Koning Runeard sterft tijdens het gevecht en de jonge Angarr wordt gered door een onbekend persoon.
Drie jaar na de kroning van Elsa leven Anna, Kristoff, Sven, Olaf en Elsa gelukkig samen. Kristoff probeert Anna meermaals een huwelijksaanzoek te doen, maar pakt het telkens iets te onhandig aan. Elsa begint een mysterieuze stem te horen die haar ergens heen lijkt te roepen. Hoewel ze de stem eerst negeert, kan ze de verleiding niet weerstaan en beantwoordt de stem. Hierdoor ontwaakt ze per ongeluk de natuurelementen. Vuur en water verdwijnen uit Arendelle, waarna een felle wind opsteekt en de aarde begint te beven. De bewoners van Arendelle moeten hierdoor evacueren. De trollen arriveren en Grand Bappie vertelt hen dat ze het verleden moeten blootleggen en rechtzetten als ze Arendelle willen redden. Elsa besluit op zoek te gaan naar de mysterieuze stem. Anna, Kristoff en Olaf en Sven besluiten haar te vergezellen. 
Het vijftal reist naar het betoverde woud in het noorden en stuiten op de muur van mist. Hoewel niemand er eigenlijk doorheen kan, gaat de mist toch uiteen na een aanraking van Elsa. Het natuurelement Wind verschijnt in de vorm van een tornado en sleurt iedereen mee. Elsa slaagt erin de tornado te stoppen en maakt hierdoor een aantal ijssculpturen die het verleden voorstellen. Ze ontdekken dat hun moeder, koningin Iduna, een Northuldra was en degene is de hun vader redde na het gevecht. 
Hierna stuiten ze op een groep van de Northuldra-stam en een troep soldaten uit Arendelle die nog steeds met elkaar in conflict liggen. Het element Vuur verschijnt en steekt het bos in brand waardoor iedereen wegvlucht. Elsa dooft het vuur en achtervolgt het element. Ze ontdekt dat het element een boze, magische salamander is maar weet hem te kalmeren. Anna en Elsa stabiliseren de situatie tussen de Northuldra en de soldaten door uit te leggen dat hun moeder van de stam was en hun vader van Arendelle. De Northuldra vertellen Elsa dat er nog een vijfde element is dat een brug vormt tussen de mensen en de natuur. 
Anna denkt dat Kristoff vertrokken is zonder iets te zeggen maar hij probeert eigenlijk een nieuw huwelijksaanzoek voor te bereiden. Anna, Elsa en Olaf trekken alleen verder. Ze stuiten op het verwoeste schip van hun ouders en binnenin een kaart die leidt naar Ahtohallan, een mythische rivier die de antwoorden van het verleden bezit. De ouders van Anna en Elsa waren hiernaar op zoek in de hoop te ontdekken waar Elsa's krachten vandaan komen, maar de Donkere Zee bleek te gevaarlijk om over te steken. Elsa besluit alleen verder te gaan zodat ze Anna niet in gevaar brengt. Anna wil haar niet meer kwijt, maar Elsa geeft haar een afscheidsknuffel en stuurt haar weg met Olaf in veiligheid in een ijsboot.
Elsa probeert de Donkere Zee over te steken en slaagt hier uiteindelijk in wanneer ze Nokk temt, het waterelement in de vorm van een paard. Ondertussen passeren Anna en Olaf enkele slapende Aardreuzen en verschuilen zich in een grot. Elsa ontdekt dat Ahtohallan een gletsjer is en dat de mysterieuze stem die van haar moeder was, en dat haar magische krachten een gift waren van de natuur omdat Iduna het leven van Angarr redde. Dat maakt van Elsa het vijfde element. Ze ontdekt ook dat de dam geen cadeau was van koning Runeard, maar een manier om de magische band van de Northuldra met de natuur te temperen. Het gevecht brak uit nadat Runeard de leider van de Nortuldra in een val lokte en vermoorde. 
Elsa begint te bevriezen omdat ze zich te diep in Ahtohallan bevindt. Ze stuurt de informatie door naar Anna die beseft dat ze de dam moet breken, maar zodra Elsa volledig bevriest, begint Olaf langzaam te verdwijnen. 
Anna rouwt om haar zus en Olaf maar is vastberaden de dam te doorbreken, ook al zal dit ervoor zorgen dat het water dat vrijkomt Arendelle zal overstromen. Ze maakt de Aardreuzen wakker en lokt hen richting de dam. Kristoff en Sven redden haar nipt van de stenen die de Aardreuzen gooien en zetten samen koers naar de dam. De Aardreuzen gooien hun stenen tegen de dam, die uiteindelijk breekt en een enorme vloedgolf richting Arendelle stuurt. Elsa ontdooit en rijdt met de Nokk naar Arendelle waar ze het water net op tijd tegenhoudt door voor het dorp een ijsmuur te vormen die het water erlangs stuurt. 
De mist verdwijnt en Elsa brengt Olaf terug tot leven. Ze vertelt Anna dat zij samen de brug vormen tussen de mensen en de natuur. Kristoff doet Anna eindelijk een huwelijksaanzoek en ze accepteert dolgelukkig. Elsa besluit in het betoverde woud te blijven als beschermer en Anna wordt tot koningin van Arendelle gekroond. De twee zussen houden contact en bezoeken elkaar geregeld.
In een post-credit scène vertelt Olaf de gebeurtenissen aan Marshmallow en de kleine Snowgies.

## Stemverdeling
| Personage            | Originele stem      | Nederlandse stem                     | Vlaamse stem                         |
| -------------------- | ------------------- | ------------------------------------ | ------------------------------------ |
| Anna                 | Kristen Bell        | Noortje Herlaar                      | Aline Goffin                         |
| Elsa                 | Idina Menzel        | Willemijn Verkaik                    | Elke Buyle                           |
| Olaf                 | Josh Gad            | Carlo Boszhard                       | Govert Deploige                      |
| Kristoff             | Jonathan Groff      | Benja Bruijning Joey Schalker (zang) | Guillaume Devos Pieter Klinck (zang) |
| Mattias              | Sterling K. Brown   | Franklin Brown                       | Ivan Pecnik                          |
| Iduna                | Evan Rachel Wood    | Renée van Wegberg                    | Jasmine Jaspers                      |
| Agnarr               | Alfred Molina       | Huub Dikstaal                        | Dieter Troubleyn                     |
| Yelena               | Martha Plimpton     | Hymke de Vries                       | Tania Kloek                          |
| Ryder                | Jason Ritter        | Pim Veth                             | Pieter Klinck                        |
| Honeymaren           | Rachel Matthews     | Desi van Doeveren                    | Sara Gracia Santacreu                |
| Pabbie               | Ciarán Hinds        | Leo Richardson                       | Anton Cogen                          |
| Northuldra-leider    | Alan Tudyk          | Fred Meijer                          | Ludo Hellinx                         |
| Jonge Anna           | Hadley Gannaway     | Lotte Heijs                          | Sophia Couvreur                      |
| Jonge Elsa           | Mattea Conforti     | Gioia Parijs                         | Eva Mertens                          |
| De Stem              | Aurora Aksnes       | Aurora Aksnes                        | Aurora Aksnes                        |
| Hans                 | Santino Fontana     | Oren Schrijver                       | Pieter Klinck                        |
| Hertog van Wesselton | Alan Tudyk          | Reinder van der Naalt                | Frank Hoelen                         |
| Kai                  | Stephen J. Anderson | Fred Meijer                          |                                      |

## Productie
Producent Peter Del Vecho vertelde in maart 2014 dat Chris Buck, Jennifer Lee en hij 'zeer goed samenwerken, en aan een nieuw project werken'. In april van dat jaar zei Walt Disney Studios-bestuurslid Alan F. Horn dat er nog niet was gesproken over een vervolg op Frozen, omdat de prioriteit lag bij het ontwikkelen van de musical-versie van de film.
In mei werd Disney-CEO Bob Iger gevraagd naar een eventueel vervolg op Frozen. Hij vertelde dat Disney geen vervolg zou eisen, maar zou wachten op het juiste verhaal.
Op 12 maart 2015 kondigde Disney de ontwikkeling van Frozen 2 aan, met Buck en Lee opnieuw als de regisseurs, en Del Vecho als producent. Lasseter vertelde dat ze alleen een vervolg wilde maken met een verhaal dat minstens zo goed als het origineel zou zijn, en dat ze dat hadden gevonden. Volgens de Los Angeles Times was er veel discussie over het vervolg binnen Disney, maar zou het enorme succes van de eerste film het bestuur hebben overtuigd.
In een interview in september maakte Menzel bekend terug te keren als Elsa. Op 28 september werd bevestigd dat ook Josh Gad zou terugkeren.
In een interview met CinemaBlend in oktober 2017 vertelde Bell dat er ook nieuwe personages te zien zullen zijn en dat de regisseurs en producenten opnieuw naar Noorwegen zijn gegaan om de cultuur te bestuderen.
In maart 2018 zei Andersen-Lopez dat het eerste nieuwe nummer al was opgenomen.
In juli 2018 werd aangekondigd dat Wood en Brown een rol kregen in de film. In augustus 2018 werd Allison Schroeder gevraagd om het verhaal van Jennifer Lee te herschijven.
Op 11 april 2019 gaf Disney de eerste teaser vrij. Deze werd 116,4 miljoen keer bekeken in de eerste 24 uur, wat het de meest bekeken trailer in 24 uur maakt.

## Soundtrack
De liedjes uit film zijn geschreven door Kristen Anderson-Lopez en Robert Lopez, de originele filmmuziek door Christophe Beck.

### Tracklist
| Nr. | Titel                                        | Performer(s)                                                | Duur |
| --- | -------------------------------------------- | ----------------------------------------------------------- | ---- |
| 1   | "All Is Found"                               | Evan Rachel Wood                                            | 2:05 |
| 2   | "Some Things Never Change"                   | Kristen Bell, Idina Menzel, Josh Gad, Jonathan Groff & cast | 3:29 |
| 3   | "Into the Unknown"                           | Idina Menzel featuring Aurora                               | 3:14 |
| 4   | "When I Am Older"                            | Josh Gad                                                    | 1:51 |
| 5   | "Reindeer(s) Are Better Than People" (cont.) | Jonathan Groff                                              | 0:26 |
| 6   | "Lost in the Woods"                          | Jonathan Groff                                              | 3:00 |
| 7   | "Show Yourself"                              | Idina Menzel & Evan Rachel Wood                             | 4:20 |
| 8   | "The Next Right Thing"                       | Kristen Bell                                                | 3:36 |
| 9   | "Into the Unknown" (end credits)             | Panic! at the Disco                                         | 3:09 |
| 10  | "All Is Found" (end credits)                 | Kacey Musgraves                                             | 3:03 |
| 11  | "Lost in the Woods" (end credits)            | Weezer                                                      | 3:05 |

## Prijzen en nominaties
De belangrijkste:
| Jaar | Prijs                  | Categorie              | Genomineerde(n)                                                 | Uitslag     |
| ---- | ---------------------- | ---------------------- | --------------------------------------------------------------- | ----------- |
| 2020 | Golden Globes          | Beste animatiefilm     | Beste animatiefilm                                              | Genomineerd |
| 2020 | Golden Globes          | Beste filmsong         | Kristen Anderson-Lopez & Robert Lopez (voor "Into the Unknown") | Genomineerd |
| 2020 | Critics' Choice Awards | Beste animatiefilm     | Beste animatiefilm                                              | Genomineerd |
| 2020 | Critics' Choice Awards | Beste filmsong         | Kristen Anderson-Lopez & Robert Lopez (voor "Into the Unknown") | Genomineerd |
| 2020 | BAFTA Awards           | Beste animatiefilm     | Beste animatiefilm                                              | Genomineerd |
| 2020 | Academy Awards         | Beste originele nummer | Kristen Anderson-Lopez & Robert Lopez (voor "Into the Unknown") | Genomineerd |
| 2020 | Satellite Awards       | Beste filmsong         | Kristen Anderson-Lopez & Robert Lopez (voor "Into the Unknown") | Genomineerd |